# 前田嘉昭
前田 嘉昭（まえだ よしあき 、1947年（昭和22年）6月 - ）は日本の教育者。大阪府立阿倍野高等学校校長在任時に数々の改革を進め、大阪の公立高校として初めて北朝鮮による日本人拉致問題を取り上げて話題を呼んだ。現在、日本ラグビーフットボール協会理事。

## 略歴
大阪市出身。1966年（昭和41年）、大阪府立阿倍野高等学校卒業。1970年、東京教育大学卒業。以後、大阪府立の高校教諭として勤務し、大阪府教育委員会事務局を経て、2001年（平成13年）、大阪府立狭山高等学校校長。
2005年、母校である阿倍野高校の第18代校長として着任。教育面だけでなく生徒指導から入学式・卒業式まで（国旗掲揚など）を改革。2、3年生対象の自由選択として放課後に週2回の授業を実施し、進学希望者向け補習授業や同窓会主催の土曜講座「受験実力UP講座（愛称：阿倍高塾）」を開講するなどした結果、一時は凋落傾向にあった大学進学実績が向上。現在、（所属学区の）第三学区の中堅校として人気も“復活”している。また、一般では左翼的といわれる人権教育の場で、大阪の公立高校として初めて北朝鮮による日本人拉致問題を取り上げて話題を呼んだ（拉致被害者有本恵子の両親が講演）。全国高等学校体育連盟ラグビー専門部の部長や顧問など、ラグビーの世界でも活動している。
2008年3月に定年退職。大阪教育大学と大阪経済大学の非常勤講師を務めている。